# Uzbeci
Uzbeci (O‘zbek / Ўзбек, plurál O‘zbeklar / Ўзбеклар) jsou turkický národ čítající asi 23 až 30 milionů lidí. Žijí především ve Střední Asii, ale jejich diaspora se dá rovněž nalézt v Severní Americe, Turecku, Saúdské Arábii nebo Západní Evropě. Jejich jazykem je uzbečtina.

## Některé známé osobnosti
- Tamerlán (1336–1405), vojevůdce a dobyvatel
- Ulugbeg (1394–1449), Tamerlánův vnuk a dědic jeho říše
- Alíšer Navoí (1441–1501), básník a politik
- Muhammad Šejbání (1451–1510), vojevůdce a chán
- Bábur (1483–1530), indický vládce a zakladatel Mughalské říše
- Islam Karimov (1938–2016), prezident Uzbekistánu v letech 1991–2016
- Ališer Usmanov (* 1953), ruský podnikatel uzbeckého původu
- Rustam Kasimdžanov (* 1979), šachový velmistr a mistr světa FIDE v letech 2004–2005